# Fall Karl Waldmann
Der Fall Karl Waldmann handelt von fehlenden Belegen für die Existenz eines Künstlers mit dem Namen Karl Waldmann, der angeblich Urheber sein soll von im Jahre 1990 aufgetauchten Collagen, die 2015 im Kunsthaus Dresden ausgestellt wurden. Auch wurden Waldmann zugeschriebene Arbeiten trotz äußerst zweifelhafter Provenienz auf Auktionen für über 10.000 Euro gehandelt. Es geht um den Verdacht von Kunstfälschung.

## Hintergrund
1989 oder 1990, kurz nach dem Fall der Berliner Mauer, soll der Straßburger Journalist Jean Milossis auf dem Berliner Polenmarkt zwei „konstruktivistische“ Collagen entdeckt haben. Sie waren mit den Initialen K.W. oder dem vollen Namen Karl Waldmann signiert und sollen aus einer Garage in der Nähe von Dresden stammen. Dort soll der Journalist noch auf tausende weiterer Werke gestoßen sein. Zur ursprünglichen Herkunft gibt es unterschiedliche Angaben. Der Galerist Pascal Polar erklärt auf seiner Website zu Karl Waldmann, nähere Angaben zum ersten Fundort und den dort agierenden Personen seien im Verlauf der Weitergabe der Arbeiten an ihre heutigen Verwahrer verloren gegangen. Der Händler habe über den Künstler nur soviel verraten, dass er „ein alter Onkel“ gewesen sei, der mit seiner Frau, einer russischen Künstlerin, 1958 verschwunden sei.
Die Karl Waldmann zugeschriebenen Werke wurden seit 1999 öffentlich ausgestellt, zunächst in den Räumen des Galeristen Bernard Dudoignon in Paris, 2001 in Mailand in der Galleria Carla Sozzani. Dudoignon erwarb zehn Arbeiten über den Journalisten Jean Milossis. 2001 lernte der Galerist und Sammler Pascal Polar den Journalisten Milossis in Brüssel kennen und erwarb erste wenige Arbeiten mit der Signatur K.W. Zwischen 2003 und 2006 bot Jean Milossis Arbeiten unter dieser Signatur mehreren Händlern an, unter anderem der Galerie 1900–2000 des Pariser Galeristen Marcel Fleiss und dem Antiquariat L’insomniac in Strasbourg, welches mittlerweile nicht mehr existiert.
2003 zeigte die Galerie Pascal Polar unter dem Ausstellungstitel „Karl Waldmann 1935–1955“ einige Arbeiten in Brüssel. 2006 wurden auf der 51. Kunstmesse Foires des antiquitaires de Belgique „mehr als hundert der in den letzten Jahren gefundenen knapp tausend Collagen der Zeit zwischen 1915 und 1950/60“ ausgestellt. Sowohl Marcel Fleiss als auch Pascal Polar stellten in Dresden erste Nachforschungen an.
Das Deutsche Hygiene-Museum in Dresden zeigte Interesse an den Arbeiten, regte aber als Voraussetzung einer Präsentation weitere Recherchen zum Urheber der Collagen mit der Signatur K.W. an, da ein Künstler unter diesem Namen in den klassischen Verzeichnissen Dresdner Kunstschaffender nicht zu finden war. Thomas Steinfeld schreibt hierzu: „Die Verantwortlichen hätten sich […] über die Perfektion gewundert, in der sich in diesen Arbeiten Motive aus verschiedenen Richtungen der klassischen Moderne mit politischer Kritik an gleich zwei totalitären Systemen verbinden.“

## Zweifel an der Existenz Waldmanns
Als einer der ersten griff der Journalist Thomas Steinfeld in der Süddeutschen Zeitung am 27. und 28. August 2015 den Fall Karl Waldmann auf. Er thematisiert die Ausstellung von elf Collagen unter der Signatur K.W. im Rahmen einer Gruppenausstellung mit dem Titel Künstliche Tatsachen / Boundary Objects, welche von 20. Juni bis 20. September 2015 im Kunsthaus Dresden zu sehen war. Die Ausstellung widmete sich vorwiegend aktuellen künstlerischen Arbeiten, die aus der zeitgenössischen Perspektive mit konkreten Aspekten europäischer Kolonialgeschichte und ihren Folgen wie auch der Zukunft der ethnologischen Sammlungen in Europa umgehen. Zentrale Frage des Journalisten Thomas Steinfeld war es, ob es sich bei Waldmann und seinem Werk, so die Süddeutsche Zeitung, um „ein nicht identifizierbares Objekt“ der Bildenden Kunst handelt, was heißt, dass ein Karl Waldmann möglicherweise nie existiert hat. Thomas Steinfeld meinte in der SZ, dass es sich „um die angeblichen Werke eines fiktiven Künstlers handelt, der erfunden wurde, um die ihm zugeschriebenen Werke in den Kunstbetrieb und Kunsthandel einspeisen zu können“. Die Fälschungsvermutung löste ein rasches Presseecho aus, ohne dass bisher neue Erkenntnisse die Vermutung bestätigen. So urteilte Swantje Karich in Die Welt zu Waldmann, dessen ihm zugeschriebene Collagen stark an Karl Hermann Trinkaus erinnern: „Seine jüngste Karriere ist erstaunlich. Er wird international gezeigt, obwohl die einzige Quelle ein Flohmarktfund ist. […] Bis heute lässt sich die Biografie von Waldmann nicht belegen.“
Das Kunsthaus Dresden ging mit den ungeklärten Fragen zur Person Karl Waldmanns und zur Datierung der gezeigten Collagen offen um und hat die Hinweise auf die Zweifel während der Ausstellungslaufzeit transparent gemacht. Am 27. August 2015 fand unter dem Titel Karl Waldmann – Entdeckung oder Erfindung? eine Pressekonferenz und Abendveranstaltung statt, bei der auch der Galerist Pascal Polar als Leihgeber der Arbeiten zu Wort kam. Neben der Vorstellung eines aktuellen Zwischenberichtes der eigenen Recherchen zum „Fall Waldmann“ kündigte das Kunsthaus Dresden an, ein Blatt aus dem Œuvre „Karl Waldmanns“ einer spektrometrischen Analyse unterziehen zu lassen. Auf die Frage, warum es eine solche Untersuchung nicht schon vorher gegeben habe, meinte der Galerist Pascal Polar, für eine solche Prüfung habe das Geld gefehlt, außerdem sei der ‚semantische‘ Beweis für die Echtheit des Werkes so überwältigend, dass sich die Frage nach dem Material erübrige.
Die Leiterin des Kunsthauses, Christiane Mennicke-Schwarz erklärte:

„Ich denke, die Aufregung, was diese Arbeiten betrifft, kommt sehr stark aus einem ganz bestimmten Segment des Kunstmarktes, für den es sehr wichtig ist, ob die Arbeiten aus dem 30er- oder aus den 50er-Jahren stammen. Für uns ist das hoch interessant, aber es ist nicht das Wichtigste. Wie gesagt, unser Haus gibt Anregungen, zeigt Dinge, mit denen man sich weiter auseinandersetzen sollte, aber nicht aus einer musealen Perspektive.“

„Wir sind überrascht, in welchem Maße die Fragestellung der Ausstellung zu einem veränderten Umgang mit kolonialen Sammlungen und postkolonialer Erinnerungskultur durch die Debatten um die Karl Waldmann zugeschriebenen Werke überlagert werden.“

Im August 2015 erstattete ein Berliner Kunsthändler Strafanzeige gegen Unbekannt; er erhob den Vorwurf, das Werk Karl Waldmanns stamme nicht aus der Zeit des Konstruktivismus und nicht von einem Künstler, der diesen Namen trug oder als Pseudonym verwendete. Es gebe aber offensichtlich ein kommerzielles Interesse an dessen Werk, so dass Betrug zu gegenwärtigen sei. Daraufhin begannen Voruntersuchungen der Landeskriminalämter Berlin und Sachsen. Am 2. September 2015 wurden die Werke von Karl Waldmann aus der Ausstellung entfernt.

## Untersuchungen zur Existenz Waldmanns
Historische Belege für die Existenz der Person Karl Waldmann, etwa in Künstlerarchiven, liegen bislang nicht vor. Für ein deutlich späteres Entstehungsdatum der ihm zugeschriebenen Werke könnte sprechen, dass die Materialien, aus denen sie zusammengestellt sind, zu vielfältig sind, als dass ein Künstler, der zwischen den 1920er und den 1950er Jahren tätig war, darauf Zugriff gehabt haben dürfte. Einige der Collagen sind an ihren Schnittkanten zudem zu wenig vergilbt für ihr angebliches Alter. Der Galerist Marcel Fleiss gab im Februar 2006 ein naturwissenschaftliches Gutachten in Auftrag, aus dem sich ergab, dass eine in die 1930er Jahre datierte Collage Spuren optischer Aufheller enthält, die erst mindestens 20 Jahre später eingeführt wurden. Aus einer bei der Papiertechnischen Stiftung in Heidenau durchgeführten Untersuchung der genutzten Papiere und Kleber im Jahr 2015 ergaben sich dagegen keine Hinweise auf eine Entstehungszeit nach 1958. Das Material und der Kleber, aus denen die Collagen bestehen, waren demnach zur angeblichen Entstehungszeit der Werke bereits erhältlich. Dies schließt aber nicht aus, dass hier altes Material verwendet und erst in neuerer Zeit kombiniert wurde. Ergebnislos blieben Recherchen des Kunsthauses Dresden zu Provenienzen sowie zu Hinweisen auf einen Künstler, der mit dem möglicherweise fiktiven Namen Karl Waldmann in Zusammenhang gebracht werden kann.
Henry Keazor merkt zur Frage der historischen Existenz Karl Waldmanns kritisch an, dass dessen Werk und seine Inhalte völlig auf die gesellschaftlichen Vorstellungen und Ideale des 21. Jahrhunderts zugeschnitten seien: Waldmann, dessen vermeintliches Schaffen unter dem Einfluss des Bauhauses und der russischen Avantgarde begann, wandte sich in seinen Werken zunächst gegen den deutschen Nationalsozialismus und dann gegen sowjetischen Kommunismus, trat gegen den Kolonialismus ein und unterstützte bereits in den 1930er Jahren den Feminismus und den Naturschutz. Dies ebenso wie die rätselhaften Umstände der „Entdeckung“ seiner Werke um 1990 seien ein deutliches Indiz, dass es sich bei Karl Waldmann um einen fiktiven Künstlernamen handele.